# 王國賓 (崇禎進士)
王國賓，字賓臣，河南省開封府陳留縣（今河南省開封縣）人，明朝政治人物、進士出身。

## 生平
明朝天啓元年（1621年）辛酉科舉人，崇禎元年（1628年），登戊辰科進士。授工部主事，管理长芦盐政，遷员外郎、郎中，出為兖州府知府、兖西副使。崇禎十二年（1639年），以右僉都御史銜，巡撫山東。十三年，联合杨御蕃、马岱围剿濮州贼寇，斬首五千级。十四年，東平、高唐贼寇势力大张，國賓以兵防卫兖州，命劉澤清收復東平，破寇東阿，不久因事被削籍为民。安宗立，起任太常卿。卒年六十二。
侧室傅氏，以骂贼被杀。